# Spastik Children
Spastik Children is een muziekgroep, opgericht door Fred Cotton, James McDaniel en Rich "Jumbo" Sielert (van Pillage Sunday). Sielert, de drummer, is later vervangen door Metallica's James Hetfield. Cliff Burton, Kirk Hammett en later Jason Newsted zijn ook bandleden geweest. "Big" Jim Martin, van Faith No More en een vriend van Hetfield, verschenen in sommige gelegenheden. Spastik Children zorgde ervoor dat de leden van Metallica plezier konden hebben en een minder serieuze kant van hun muzikale talent te kunnen ontdekken, maar ook om meer te kunnen drinken, rare kleding aan te trekken (hun haar dragen in lange vlechten terwijl ze tenniskleding droegen (zweetbandjes bijvoorbeeld)) en om zichzelf voor schut te zetten voor een publiek. De band speelde alleen in clubs en bars in Noord Californië. Hun muziek had een rauwe punkstijl, meestal gespeeld met weinig of totaal geen oefening. 

## Bekende leden
- James Hetfield - Zanger & ritmegitarist in Metallica
- Cliff Burton - Basgitaarspeler in Metallica.
- Kirk Hammett - Gitarist in Metallica.
- Jason Newsted - Cliffs vervangende basgitarist in Metallica.
- Paul Baloff - Originele zanger in Exodus, en later in Pirahna.
- Gary Holt - Gitarist in Exodus.
- Jim Martin - Ex-gitarist in Faith No More.
- Doug Piercy - Lid van Heathen.
- James "Flunkey" McDaniel
- Rich "Jumbo" Sielert
- Fred Cotton